# Wabarra caverna
Espèce
Wabarra caverna est une espèce d'araignées aranéomorphes de la famille des Amaurobiidae.

## Distribution
Cette espèce est endémique du Queensland en Australie. Elle se rencontre dans les grottes de Chillagoe.

## Description
La carapace de la femelle holotype mesure 1,8 mm de long sur 1,3 mm et l'abdomen 2,5 mm de long sur 1,4 mm et la carapace du mâle paratype mesure 1,9 mm de long sur 1,5 mm et l'abdomen 2,2 mm de long sur 1,5 mm.

## Publication originale
- Davies, 1996 : A new genus (Araneae: Amaurobioidea) from Australia with a rainforest species and a relict species from limestone caves. Revue suisse de Zoologie, hors série n. no 1, p. 125-133 (texte intégral).